# Beaurainville
Cet article possède des paronymes, voir Beaurain (homonymie), Beauraing, Borin et Beaurains.
Beaurainville est une commune française située dans le département du Pas-de-Calais en région Hauts-de-France. Ses habitants sont appelés les Beaurainvillois. La commune est membre de la communauté de communes des 7 Vallées.

## Géographie

### Localisation
Localisée dans le sud-ouest du département du Pas-de-Calais, Bailleul est une commune traversée par la Canche et située, à vol d'oiseau, à 10 km au sud-est de la commune de Montreuil-sur-Mer (chef-lieu d'arrondissement).
Le territoire de la commune est limitrophe de ceux de six communes.
Les communes limitrophes sont Marenla, Lespinoy, Loison-sur-Créquoise, Maresquel-Ecquemicourt, Campagne-lès-Hesdin et Contes.

### Géologie et relief
La superficie de la commune est de 13,09 km2 ; son altitude varie de 9  à   102 mètres.

### Hydrographie

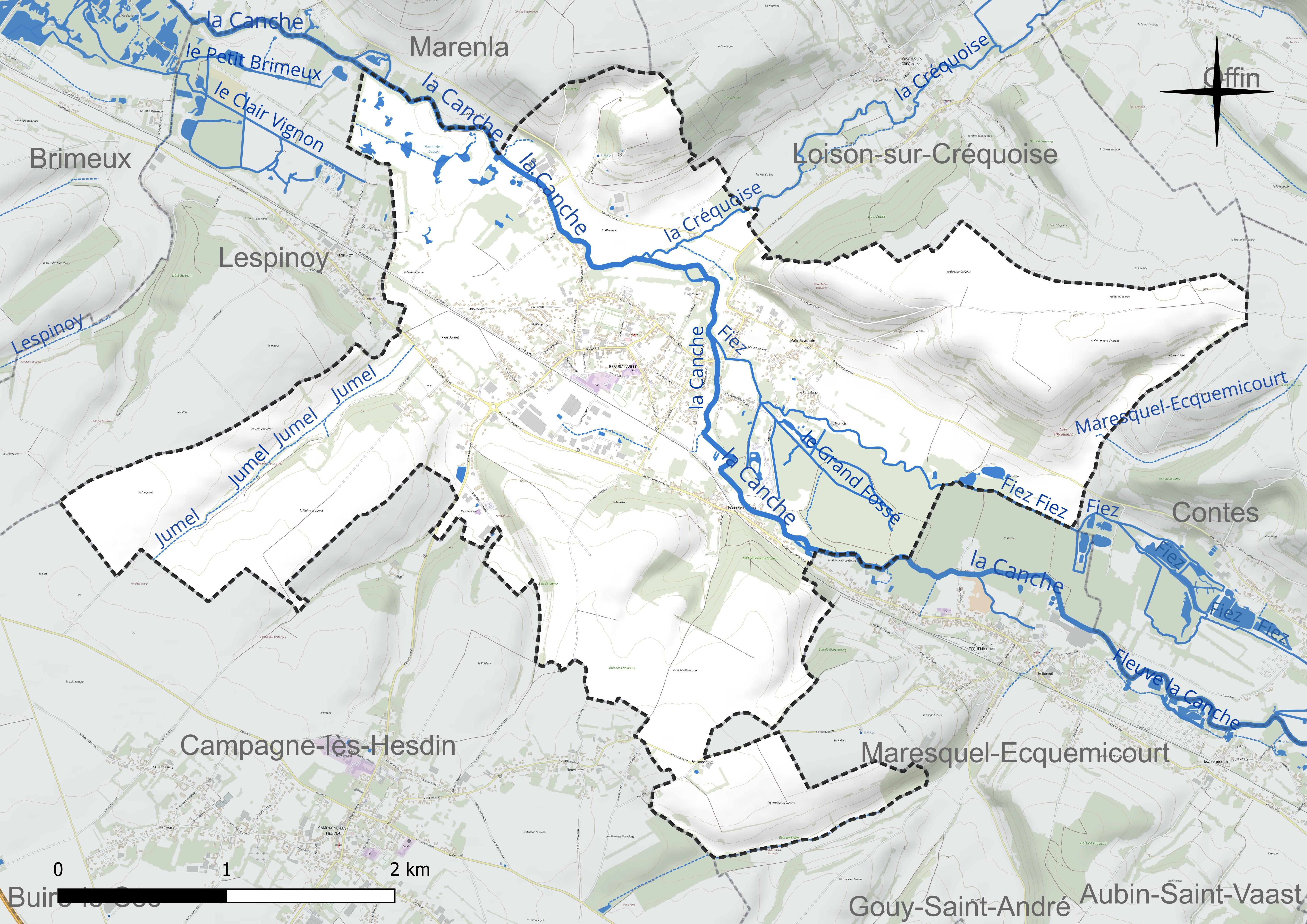
Réseau hydrographique de Beaurainville.

Le territoire de la commune est situé dans le bassin Artois-Picardie.
La commune est drainée par six cours d'eau : 
- la Canche, fleuve côtier d'une longueur de 100,22 km, qui prend sa source dans la commune de Gouy-en-Ternois et se jette dans la Manche entre Étaples et Le Touquet-Paris-Plage[4] ;
- la Créquoise, d'une longueur de 14,78 km, qui prend sa source dans la commune de Créquy et conflue dans la Canche au nord de Beaurainville, près du lieu-dit la Bleuence[5] ;
- le Jumel, d'une longueur de 1,82 km, qui prend sa source à Campagne-lès-Hesdin[6] :
- le Fiez ou Fliez, d'une longueur de 4,68 km, qui prend sa source dans la commune de Contes et se jette dans la Canche, finissent leurs courses au niveau de la commune[7].
- le Maresquel-Ecquemicourt, d'une longueur de 1,54 km[8] ;
- le ruisseau le grand fossé, d'une longueur de 1,18 km[9].

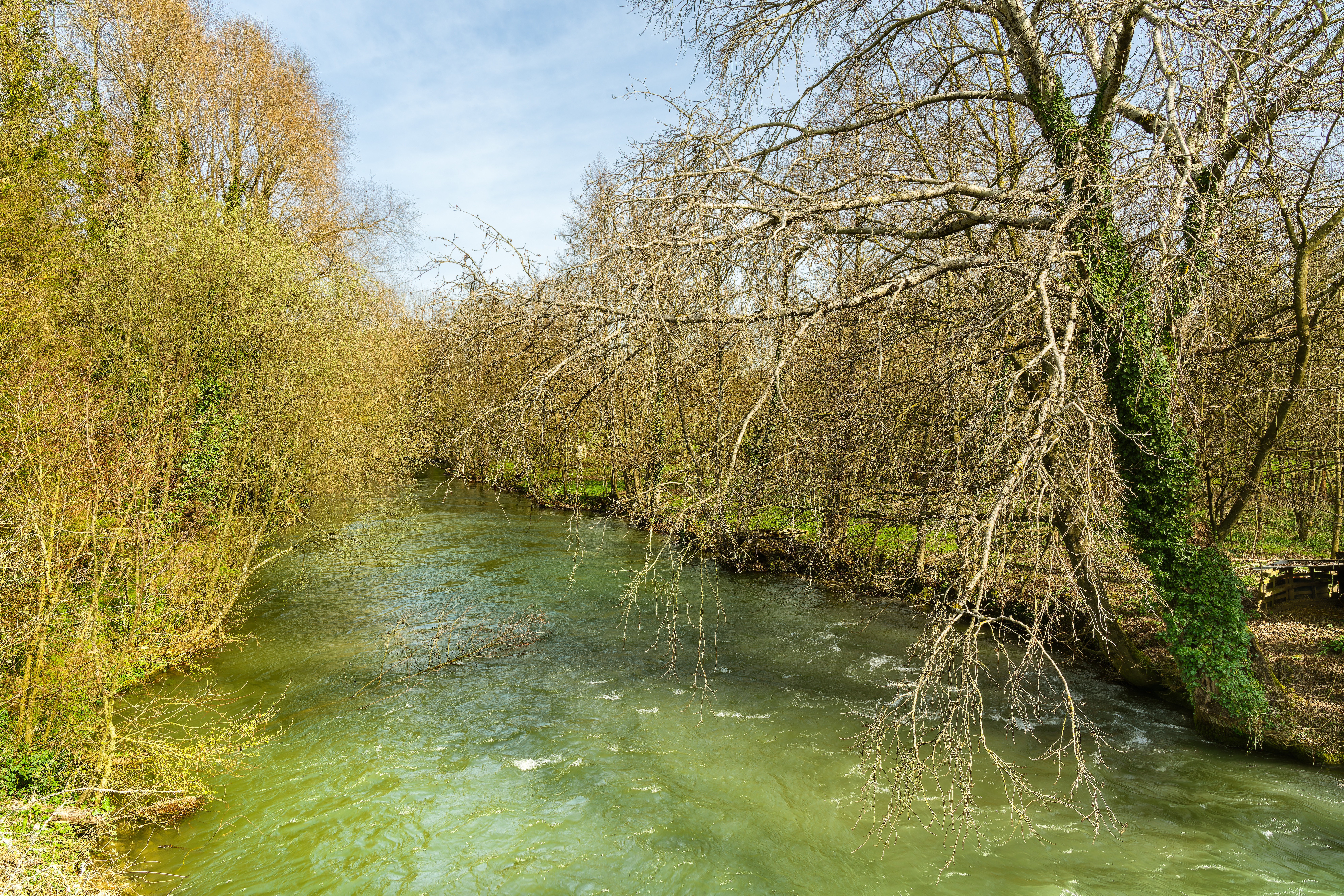
La Canche.
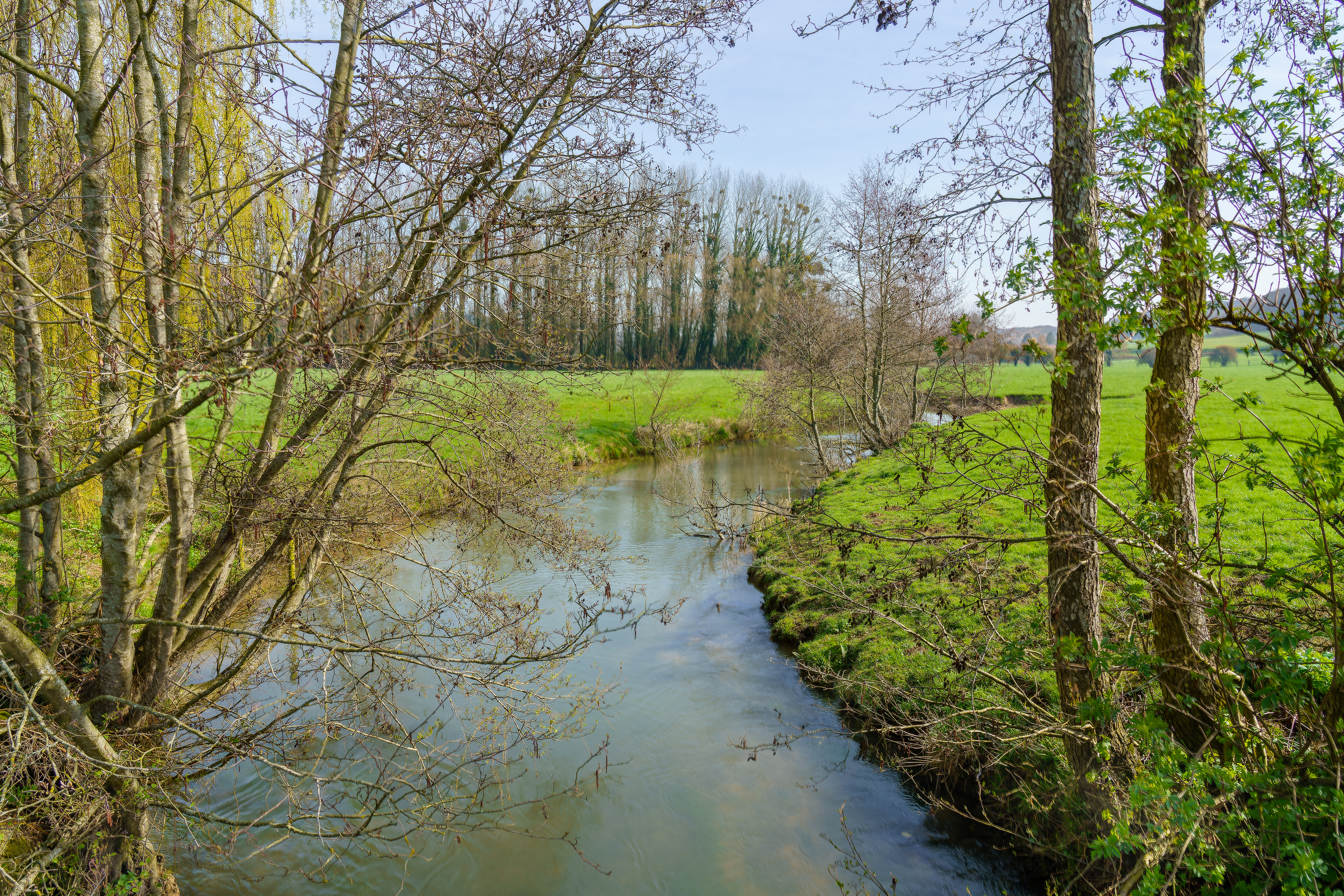
La Créquoise.
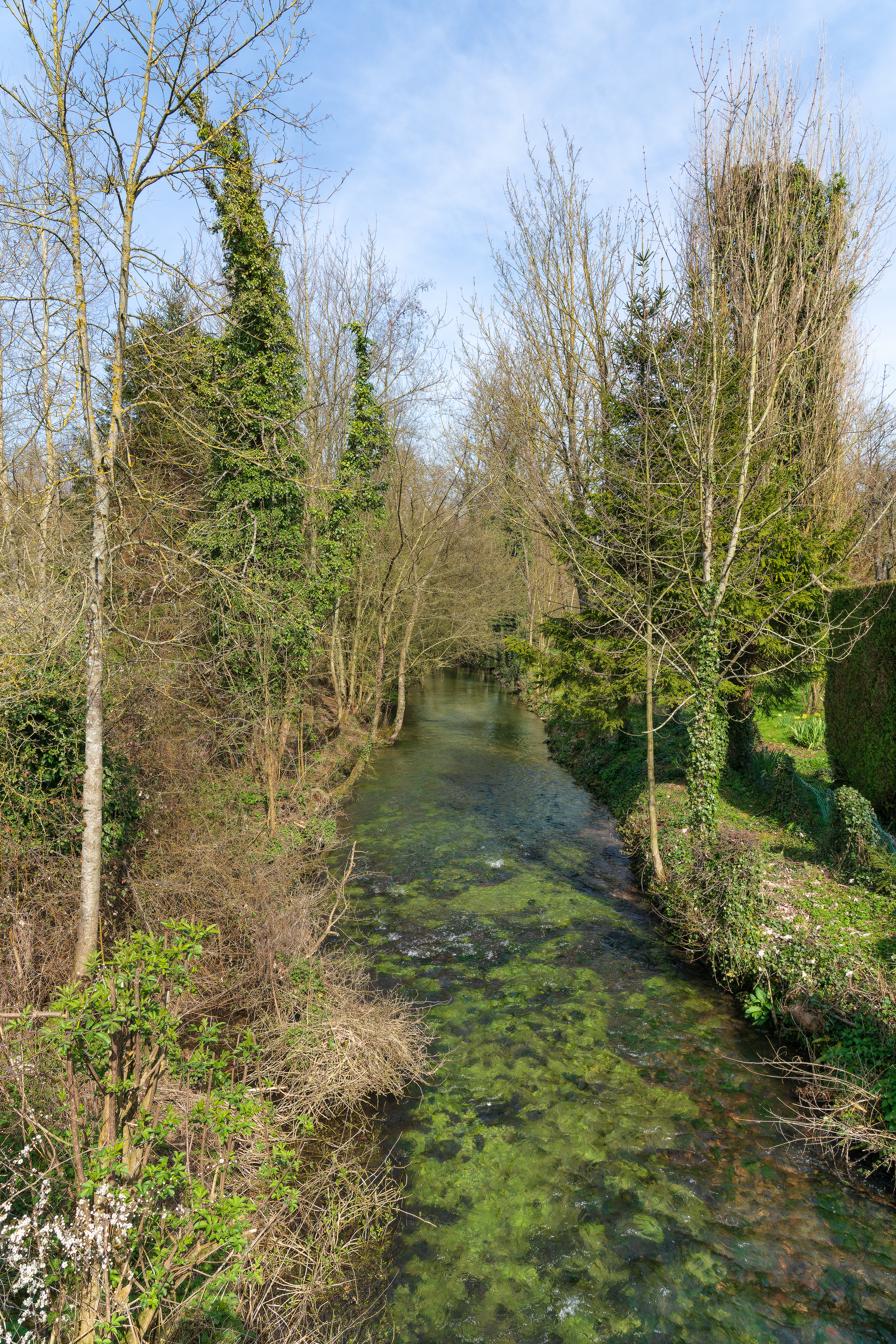
Le Fliez.

### Climat
Pour des articles plus généraux, voir Climat des Hauts-de-France et Climat du Pas-de-Calais.
En 2010, le climat de la commune est de type climat océanique franc, selon une étude du CNRS s'appuyant sur une série de données couvrant la période 1971-2000. En 2020, Météo-France publie une typologie des climats de la France métropolitaine dans laquelle la commune est exposée à un climat océanique et est dans la région climatique Côtes de la Manche orientale, caractérisée par un faible ensoleillement (1 550 h/an) ; forte humidité de l’air (plus de 20 h/jour avec humidité relative > 80 % en hiver), vents forts fréquents.
Pour la période 1971-2000, la température annuelle moyenne est de 10,6 °C, avec une amplitude thermique annuelle de 13,1 °C. Le cumul annuel moyen de précipitations est de 847 mm, avec 12,9 jours de précipitations en janvier et 8,3 jours en juillet. Pour la période 1991-2020, la température moyenne annuelle observée sur la station météorologique la plus proche, située sur la commune de Radinghem à 21 km à vol d'oiseau, est de 10,5 °C et le cumul annuel moyen de précipitations est de 1 038,1 mm,. Pour l'avenir, les paramètres climatiques de la commune estimés pour 2050 selon différents scénarios d'émission de gaz à effet de serre sont consultables sur un site dédié publié par Météo-France en novembre 2022.

### Paysages
Pour un article plus général, voir Paysage en France.
La commune s'inscrit à la jonction de deux paysages régionaux tels qu'ils sont définis dans l'atlas de paysages de la région Nord-Pas-de-Calais, conçu par la direction régionale de l'Environnement, de l'Aménagement et du Logement (DREAL), : 
- les « paysages montreuillois », qui concernent 98 communes, se délimitent : à l'ouest par des falaises qui, avec le recul de la mer, ont donné naissance aux bas-champs ourlées de dunes ; au nord par la boutonnière du Boulonnais ; au sud par le vaste plateau formé par la vallée de l'Authie, et à l'est par les paysages du Ternois et du Haut-Artois. Les « paysages montreuillois », avec, dans leur axe central, la vallée de la Canche et ses nombreux affluents comme la Course, la Créquoise, la Planquette…, offrent une alternance de vallées et de plateaux, appelés « ondulations montreuilloises ». Dans ces paysages, et plus particulièrement sur les plateaux, on cultive la betterave sucrière, le blé et le maïs et les plateaux entre la Ternoise et la Créquoise sont couverts de vastes massifs forestiers comme la forêt d'Hesdin-la-Forêt, les bois de Fressin, Sains-lès-Fressin, Créquy…[17].

L’occupation des sols de la surface totale de ces « paysages montreuillois » est de 59,07 % de cultures, de 21,55 % de prairies naturelles, permanentes, de 12,02 % de forêts et de milieux semi-naturels, de 5,79 % d'espaces artificialisés avec les communes principales d'Étaples et Montreuil-sur-Mer, de 0,38 % de cours d'eau et plan d'eau, 0,41 % d'espaces industriels et de friches industrielles et de 0,14 % d’espaces dunaires ;
- les « paysages du val d'Authie », qui concernent 83 communes, se délimitent : au sud, dans le département de la  Somme par les « paysages de l'Authie et du Ponthieu », dépendant de l'atlas de paysages de la Picardie et au nord et à l'est par les « paysages du Montreuillois », les « paysages du Ternois » et les « paysages des plateaux cambrésiens et artésiens ». Le caractère frontalier de la vallée de l'Authie, aujourd’hui entre le Pas-de-Calais et la Somme, remonte au Moyen Âge où elle séparait le royaume de France du royaume d'Espagne, au nord[18].

Le coteau nord est escarpé alors que le coteau sud offre des pentes plus douces. À l'ouest, l'Authie s'ouvre sur la baie d'Authie, typique de l'estuaire picard, et se jette dans la Manche. Avec son vaste estuaire et les paysages des bas-champs, la baie d'Authie contraste avec les paysages plus verdoyants en amont.
L’Authie, entaille profonde du plateau artésien, a créé des entités écopaysagères prononcées avec un plateau calcaire dont l'altitude varie de 100  à   163 m qui s'étend de chaque côté du fleuve. L'altitude du plateau décline depuis le pays de Doullens, à l'est (point culminant à 163 m), vers les bas-champs picards, à l'ouest (moins de 40 m). Le fond de la vallée de l'Authie, quant à lui, est recouvert d'alluvions et de tourbes. L'Authie est un fleuve côtier classé comme cours d'eau de première catégorie où le peuplement piscicole dominant est constitué de salmonidés.
L’occupation des sols des « paysages du val d'Authie » est composée pour 69,48 % en cultures, 15,34 % en prairies naturelles, permanentes, 7,79 % en forêts et milieux semi-naturels, 5,04 % en espaces artificialisés avec principalement les communes d'Auxi-le-Château et Doullens, 1,11 % en cours d'eau et plans d'eau, 0,87 % en peupleraies et 0,37 % en espaces industriels.

### Milieux naturels et biodiversité

#### Espace protégé et géré
La protection réglementaire est le mode d’intervention le plus fort pour préserver des espaces naturels remarquables et leur biodiversité associée.
Dans ce cadre, on trouve sur le territoire de la commune un terrain géré (location, convention de gestion) par le Conservatoire d'espaces naturels des Hauts-de-France : le marais de Beaurainchateau, d'une superficie de 62,371 ha.

#### Zones naturelles d'intérêt écologique, faunistique et floristique
L’inventaire des zones naturelles d'intérêt écologique, faunistique et floristique (ZNIEFF) a pour objectif de réaliser une couverture des zones les plus intéressantes sur le plan écologique, essentiellement dans la perspective d’améliorer la connaissance du patrimoine naturel national et de fournir aux différents décideurs un outil d’aide à la prise en compte de l’environnement dans l’aménagement du territoire.
Le territoire communal comprend cinq ZNIEFF de type 1 :
- les marais et prés de Lespinoy et marais de la Bassée[21] ;
- le réservoir biologique de la Créquoise[22] ;
- le marais de Beaurainchâteau[23] ;
- les bois et coteau de Beaurainville. Cette ZNIEFF est constituée d’un boisement pentu et de pâtures mésotrophiles[24] ;
- les marais et prairies humides de Contes et d’Ecquemicourt. Cette ZNIEFF est occupée par des prairies humides pâturées, des saulaies et des étangs bordés de végétations palustres[25].

et deux ZNIEFF de type 2 :
- la basse vallée de la Canche et ses versants en aval d’Hesdin[26] ;
- les vallées de la Créquoise et de la Planquette. Ces deux vallées se situent aux confins de deux régions naturelles : le Haut Pays d’Artois et le Ternois et constituent un des paysages ruraux traditionnels du Nord-Pas-de-Calais les mieux conservés[27].

Carte des ZNIEFF de type 1 et 2 sur la commune
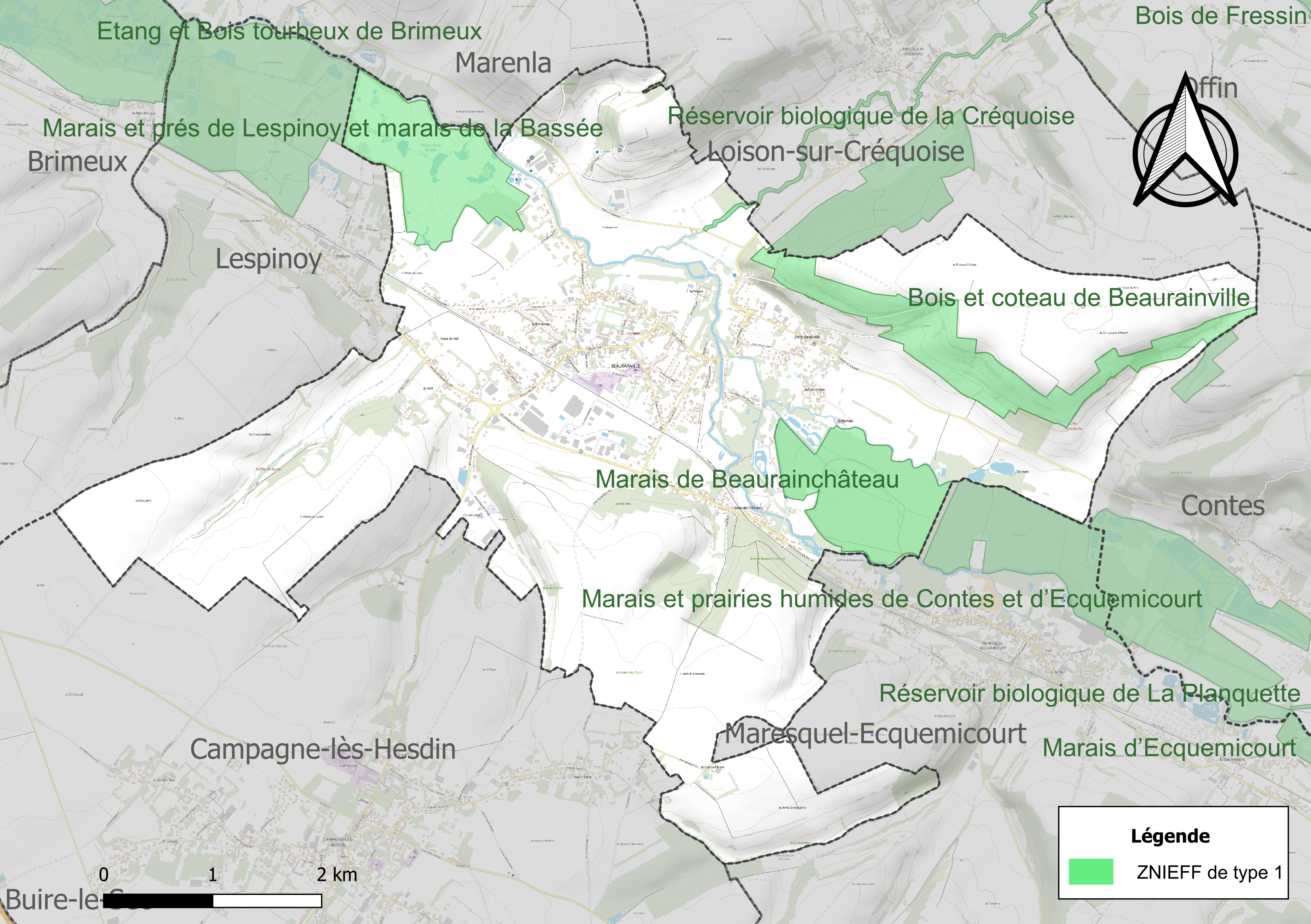
Carte des ZNIEFF de type 1 sur la commune.
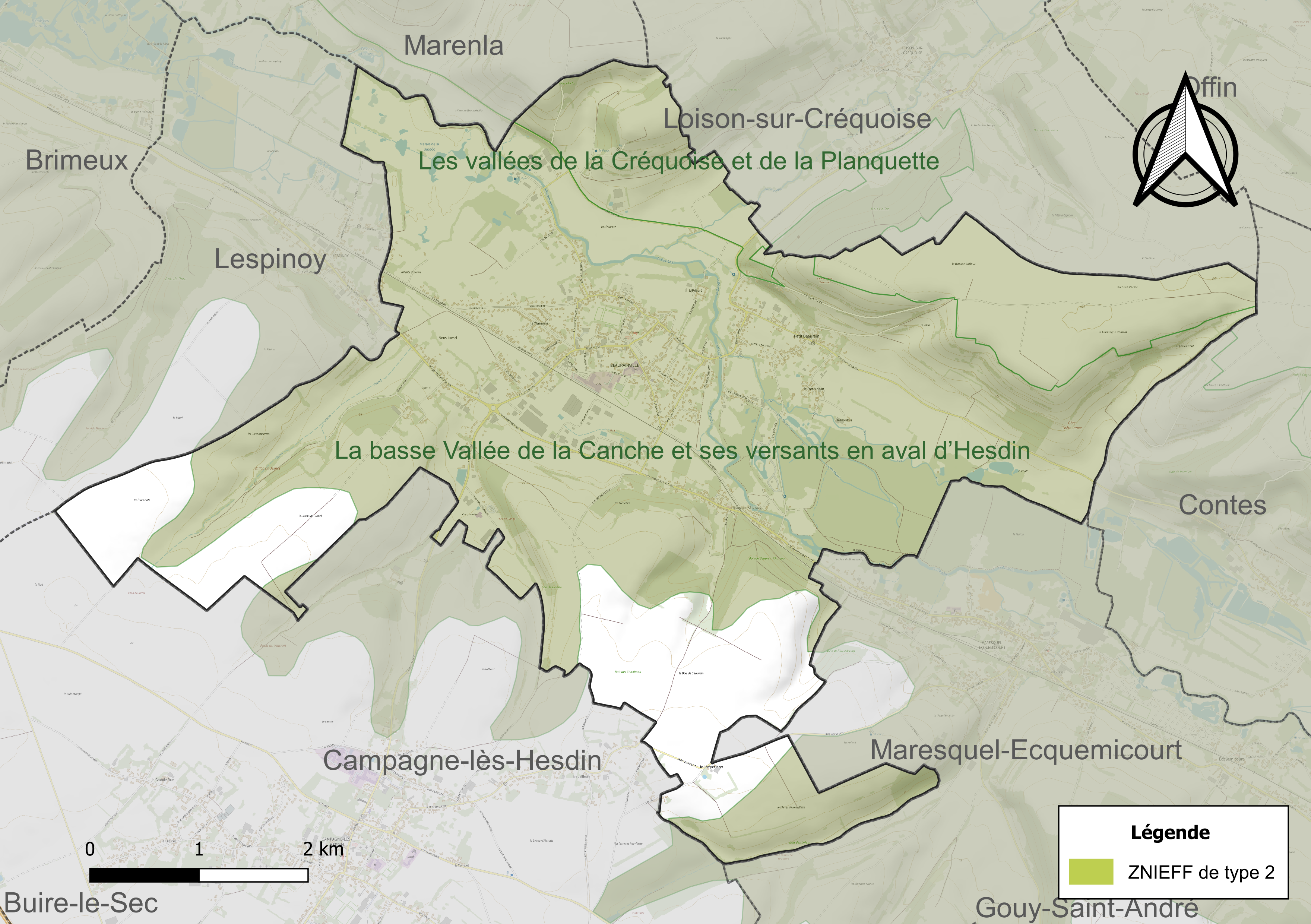
Carte des ZNIEFF de type 2 sur la commune.

#### Site archéozoologique
Sur le territoire communal existe un site archéozoologique datant du Mésolithique : la Mort. Il y a été découvert des restes osseux dont une cheville osseuse d’aurochs intacte,.

## Urbanisme

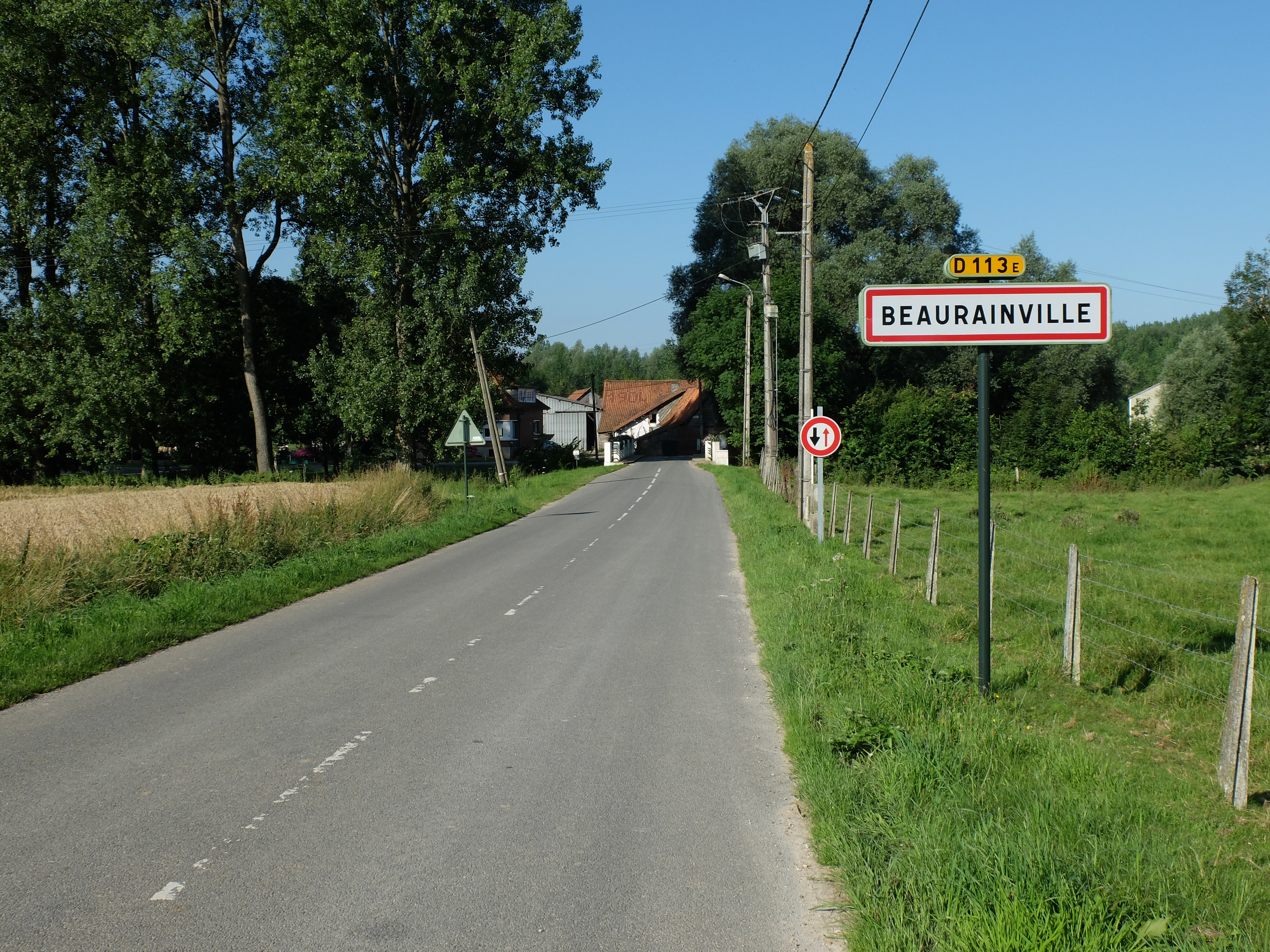
Une entrée de la commune.

### Typologie
Au 1er janvier 2024, Beaurainville est catégorisée bourg rural, selon la nouvelle grille communale de densité à sept niveaux définie par l'Insee en 2022.
Elle appartient à l'unité urbaine de Beaurainville, une agglomération intra-départementale regroupant trois  communes, dont elle est ville-centre,,. La commune est en outre hors attraction des villes,.

### Occupation des sols
L'occupation des sols de la commune, telle qu'elle ressort de la base de données européenne d’occupation biophysique des sols Corine Land Cover (CLC), est marquée par l'importance des territoires agricoles (79 % en 2018), en diminution par rapport à 1990 (81,5 %). La répartition détaillée en 2018 est la suivante : 
terres arables (52,5 %), prairies (19,8 %), zones urbanisées (15,6 %), zones agricoles hétérogènes (6,6 %), forêts (5,4 %). L'évolution de l’occupation des sols de la commune et de ses infrastructures peut être observée sur les différentes représentations cartographiques du territoire : la carte de Cassini (XVIIIe siècle), la carte d'état-major (1820-1866) et les cartes ou photos aériennes de l'IGN pour la période actuelle (1950 à aujourd'hui).

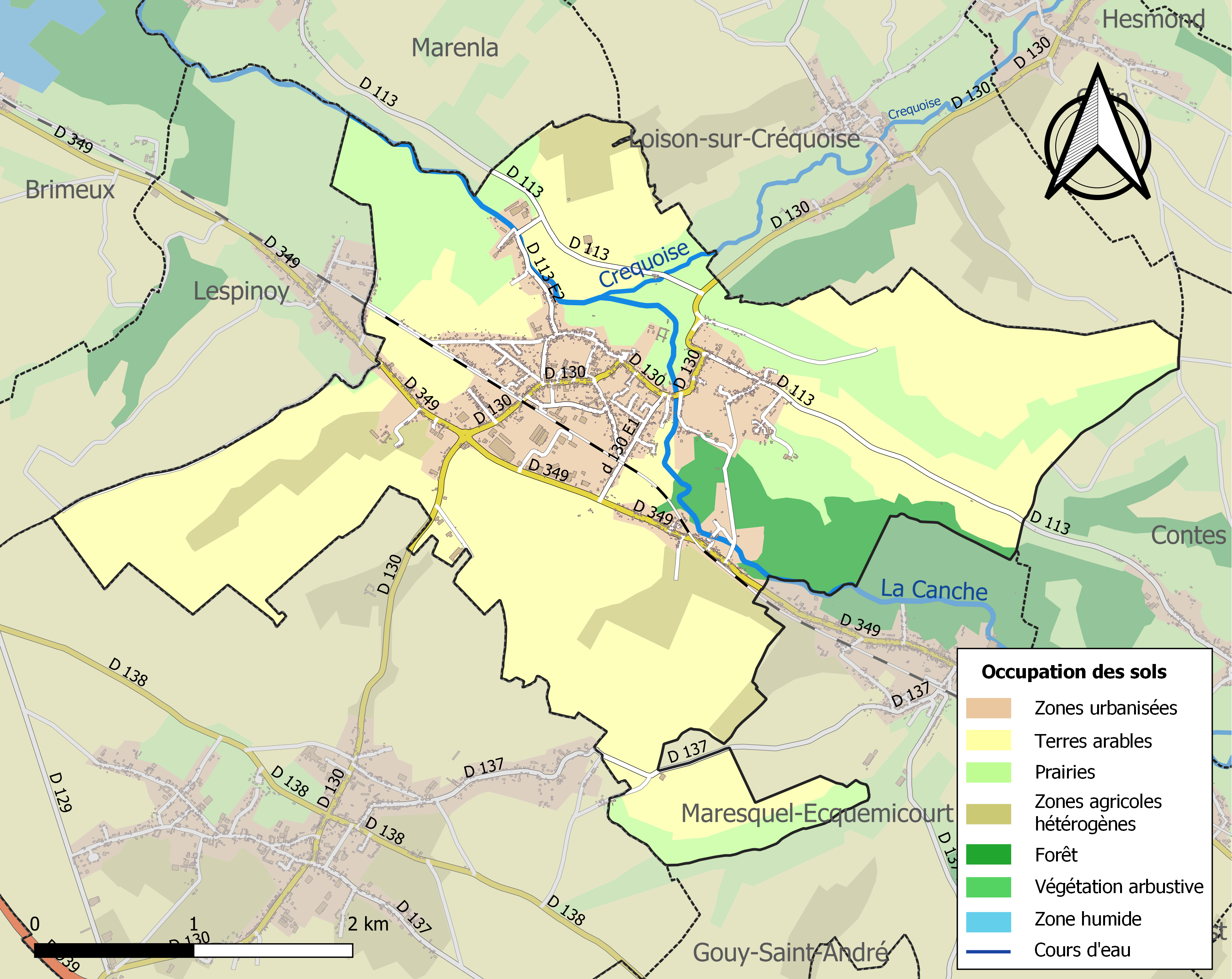
Carte des infrastructures et de l'occupation des sols de la commune en 2018 (CLC).

### Voies de communication et transports

#### Voies de communication
La commune est desservie par les routes départementales D 113, D 130 et par la D 349 qui relie Hesdin et Montreuil.

#### Transport ferroviaire
Sur la commune se trouve la gare de Beaurainville qui est située sur la ligne de Saint-Pol-sur-Ternoise à Étaples. C'est une halte voyageurs de la Société nationale des chemins de fer français (SNCF), desservie par des trains TER Hauts-de-France.

### Risques naturels et technologiques

#### Risque inondation
À la suite du passage des tempêtes Ciarán, Domingos et Elisa et des inondations et coulées de boue qui se sont produites, la commune est reconnue, par arrêté du 14 novembre 2023, en état de catastrophe naturelle pour inondations et coulées de boue sur la période du 2 au 12 novembre 2023, comme 179 autres communes du département.

## Toponymie
Le nom de la localité est attesté sous les formes Belrem, Belramus et Beelram (fin XIe siècle), Belraim (1118-1119), Belrinium (1131), Belreim (1157), Bellrin (1171), Baurem (1201), Belram (1207), Bialreim (1215), Biaurein (1224), Beaurein et Beauren (1226), Bellum ramum villa (1236), Biaureim (1278), Biaurain (1311), Biaurraim (1343), Biauraing (1346), Beaurain-le-Ville-lès-Hesdin (XIVe siècle), Beaurain-sur-Cange (1368), Beaurain-le-Vile (1507), Beaurainsville (1644), Beaurainville (1789 et 1801) et Beaurainville depuis 1793.
Le village est appelé belrinio en latin, dans une charte de l'abbaye Saint-Bertin de Saint-Omer en l'année 722-723.
Beaurainville est un composé Bellum ramum villa : sens originaire de « beau rameau ». Mais le sens de rameau s'est élargi et a pu désigner un bois. Nom composé de l'adjectif « beau » et d'une racine qui pourrait être le gaulois *rin « source ». En effet, les premières mentions (Belrinio en 723, pour Beaurainville) ne comportent pas de a, ce qui exclut tout rapport avec le latin ramus « rameau ».

## Histoire
Beaurainville était située dans le diocèse de Thérouanne puis, après la disparition de celui-ci, dans le diocèse de Saint-Omer.

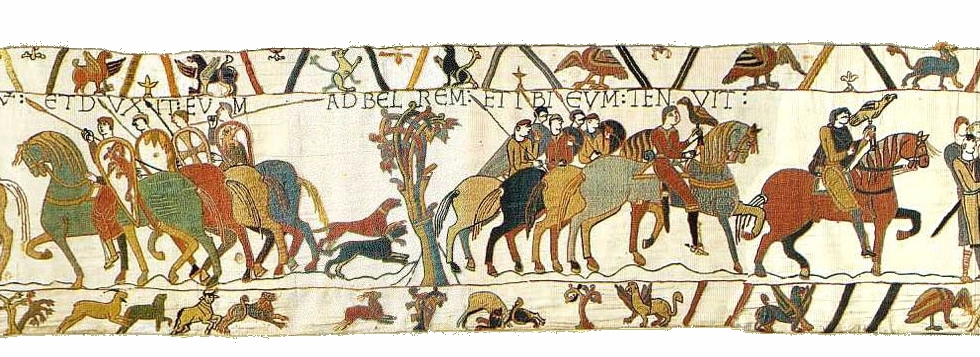
Tapisserie de Bayeux : Harold est conduit par une escorte de cavaliers bien armés au château du comte Guy de Ponthieu.

C'est dans le premier château de Beaurainville (désigné sous le nom de latin de Belrem sur la tapisserie de Bayeux), alors construit en bois, que le comte Guy Ier de Ponthieu aurait retenu prisonnier le roi anglo-saxon Harold II et ses compagnons. Ceux-ci avaient échoué sur les côtes de Ponthieu, à la suite d'une tempête, alors qu’Harold se rendait auprès de Guillaume de Normandie pour régler la crise de succession au trône d'Angleterre. Face aux menaces du duc Guillaume, ordonnant la libération d’Harold, le comte Guy craignant que la situation ne devienne un casus belli, sera contraint de libérer ses prisonniers anglo-saxons.
La seigneurie de Lianne, château situé dans l'actuelle commune de Beaurainville qui surplombait et surveillait la Canche, appartenait à Enguerrand de Bournonville (vers 1368-1414) puis à son fils Antoine de Bournonville (vers 1403-1480). Ce fief avait été donné à Enguerrand par son frère, Aleaume de Bournonville, seigneur de Bournonville,  qui trouva la mort lors de la bataille d'Azincourt en 1415.
Durant la Seconde Guerre mondiale, Beaurainville est envahie le 21 mai 1940 par des  éléments de tête de la 8e Panzerdivision. Ceci donne lieu à un face à face terrible au carrefour des Quatre Chemins entre des chars et l'infanterie motorisée du 10e Panzer-Regiment et un SOMUA S35 du 4e cuirassiers et des soldats de la 11e Régulatrice Routière. 52 victimes seront recensées (32 militaires et 20 civils). Une stèle leur rend hommage non loin de l'endroit où le SOMUA S35 fut détruit.

## Politique et administration

### Découpage territorial
La commune se trouve dans l'arrondissement de Montreuil du département du Pas-de-Calais.

#### Commune et intercommunalités
La commune est membre de la communauté de communes des 7 Vallées qui regroupe 66 communes et totalise 29 425 habitants en 2022.

#### Circonscriptions administratives
La commune est rattachée au canton d'Auxi-le-Château.

#### Circonscriptions électorales
Pour l'élection des députés, la commune fait partie de la quatrième circonscription du Pas-de-Calais.

## Équipements et services publics

### Enseignement
Les établissements scolaires de Beaurainville dépendent de l'académie de Lille et les écoles primaires dépendent de l'inspection académique du Pas-de-Calais. Pour le calendrier des vacances scolaires, Beaurainville est en zone B.
Sur la commune se trouvent une école maternelle, une école élémentaire, ainsi que le collège Belrem.

### Santé
La commune est dotée, depuis octobre 2022, d'une maison de santé qui porte le nom de Gérard Lejosne, médecin et maire de la commune de 1977 à 2001.

### Justice, sécurité, secours et défense

#### Justice
La commune dépend du tribunal judiciaire de Saint-Omer, du conseil de prud'hommes de Saint-Omer, de la cour d'appel de Douai, du tribunal de commerce de Boulogne-sur-Mer, du tribunal administratif de Lille, de la cour administrative d'appel de Douai, du tribunal judiciaire de Boulogne-sur-Mer et du tribunal pour enfants de Saint-Omer.

## Population et société

### Démographie
Les habitants de la commune sont appelés les Beaurainvillois.

#### Évolution démographique
L'évolution du nombre d'habitants est connue à travers les recensements de la population effectués dans la commune depuis 1793. Pour les communes de moins de 10 000 habitants, une enquête de recensement portant sur toute la population est réalisée tous les cinq ans, les populations de référence des années intermédiaires étant quant à elles estimées par interpolation ou extrapolation. Pour la commune, le premier recensement exhaustif entrant dans le cadre du nouveau dispositif a été réalisé en 2006.

En 2022, la commune comptait 2 028 habitants, en évolution de −3,38 % par rapport à 2016 (Pas-de-Calais : −0,72 %, France hors Mayotte : +2,11 %).
| 1793 | 1800 | 1806 | 1821  | 1831  | 1836  | 1841  | 1846  | 1851  |
| ---- | ---- | ---- | ----- | ----- | ----- | ----- | ----- | ----- |
| 781  | 820  | 938  | 1 080 | 1 163 | 1 212 | 1 346 | 1 422 | 1 485 |

| 1856  | 1861  | 1866  | 1872  | 1876  | 1881  | 1886  | 1891  | 1896  |
| ----- | ----- | ----- | ----- | ----- | ----- | ----- | ----- | ----- |
| 1 431 | 1 377 | 1 361 | 1 350 | 1 368 | 1 246 | 1 304 | 1 325 | 1 214 |

| 1901  | 1906  | 1911  | 1921  | 1926  | 1931  | 1936  | 1946  | 1954  |
| ----- | ----- | ----- | ----- | ----- | ----- | ----- | ----- | ----- |
| 1 127 | 1 123 | 1 116 | 1 123 | 1 026 | 1 035 | 1 030 | 1 075 | 1 122 |

| 1962  | 1968  | 1975  | 1982  | 1990  | 1999  | 2006  | 2011  | 2016  |
| ----- | ----- | ----- | ----- | ----- | ----- | ----- | ----- | ----- |
| 1 406 | 1 566 | 1 909 | 1 976 | 2 093 | 1 994 | 1 929 | 1 977 | 2 099 |

| 2021  | 2022  | - | - | - | - | - | - | - |
| ----- | ----- | - | - | - | - | - | - | - |
| 2 050 | 2 028 | - | - | - | - | - | - | - |

#### Pyramide des âges
En 2018, le taux de personnes d'un âge inférieur à 30 ans s'élève à 33,1 %, soit en dessous de la moyenne départementale (36,7 %). À l'inverse, le taux de personnes d'âge supérieur à 60 ans est de 28,7 % la même année, alors qu'il est de 24,9 % au niveau départemental.
En 2018, la commune comptait 997 hommes pour 1 098 femmes, soit un taux de 52,41 % de femmes, légèrement supérieur au taux départemental (51,5 %).
Les pyramides des âges de la commune et du département s'établissent comme suit.
| Hommes | Classe d’âge | Femmes |
| ------ | ------------ | ------ |
| 0,6    | 90 ou +      | 1,2    |
| 6,7    | 75-89 ans    | 11,0   |
| 19,6   | 60-74 ans    | 18,1   |
| 20,1   | 45-59 ans    | 20,2   |
| 19,4   | 30-44 ans    | 16,8   |
| 14,3   | 15-29 ans    | 14,7   |
| 19,3   | 0-14 ans     | 18,0   |

| Hommes | Classe d’âge | Femmes |
| ------ | ------------ | ------ |
| 0,5    | 90 ou +      | 1,6    |
| 5,6    | 75-89 ans    | 8,9    |
| 16,7   | 60-74 ans    | 18,1   |
| 20,2   | 45-59 ans    | 19,2   |
| 18,9   | 30-44 ans    | 18,1   |
| 18,2   | 15-29 ans    | 16,2   |
| 19,9   | 0-14 ans     | 17,9   |

### Sports et loisirs
La commune dispose d'une base de canoë-kayak au site de l'ancien moulin de Beaurainchâteau, sur la Canche,fleuve côtier,.

## Culture locale et patrimoine

### Lieux et monuments

#### Site classé
Un site classé ou inscrit, est un espace (naturel, artistique, historique,...) profitant d'une conservation en l'état (entretien, restauration, mise en valeur...) ainsi que d'une préservation de toutes atteintes graves (destruction, altération, banalisation...) en raison de son caractère remarquable au plan paysager. Un tel site justifie un suivi qualitatif, notamment effectué via une autorisation préalable pour tous travaux susceptibles de modifier l'état ou l'apparence du territoire protégé.
Dans ce cadre, la commune présente un site classé par arrêté du 30 avril 1919 : les ruines du château des Lianne,.

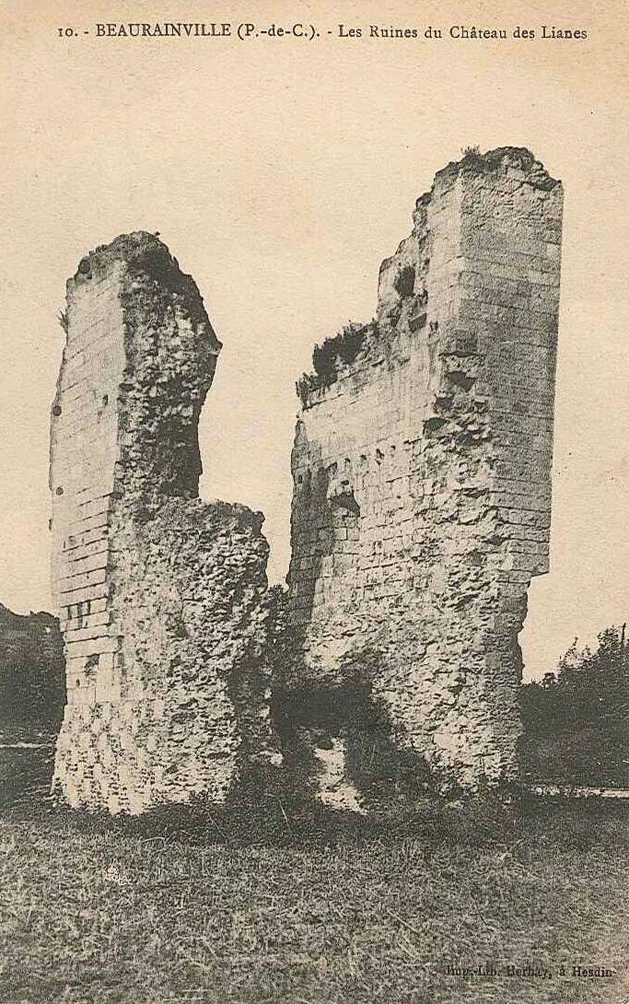

#### Autres lieux et monuments
- L'église Saint-Martin[64].

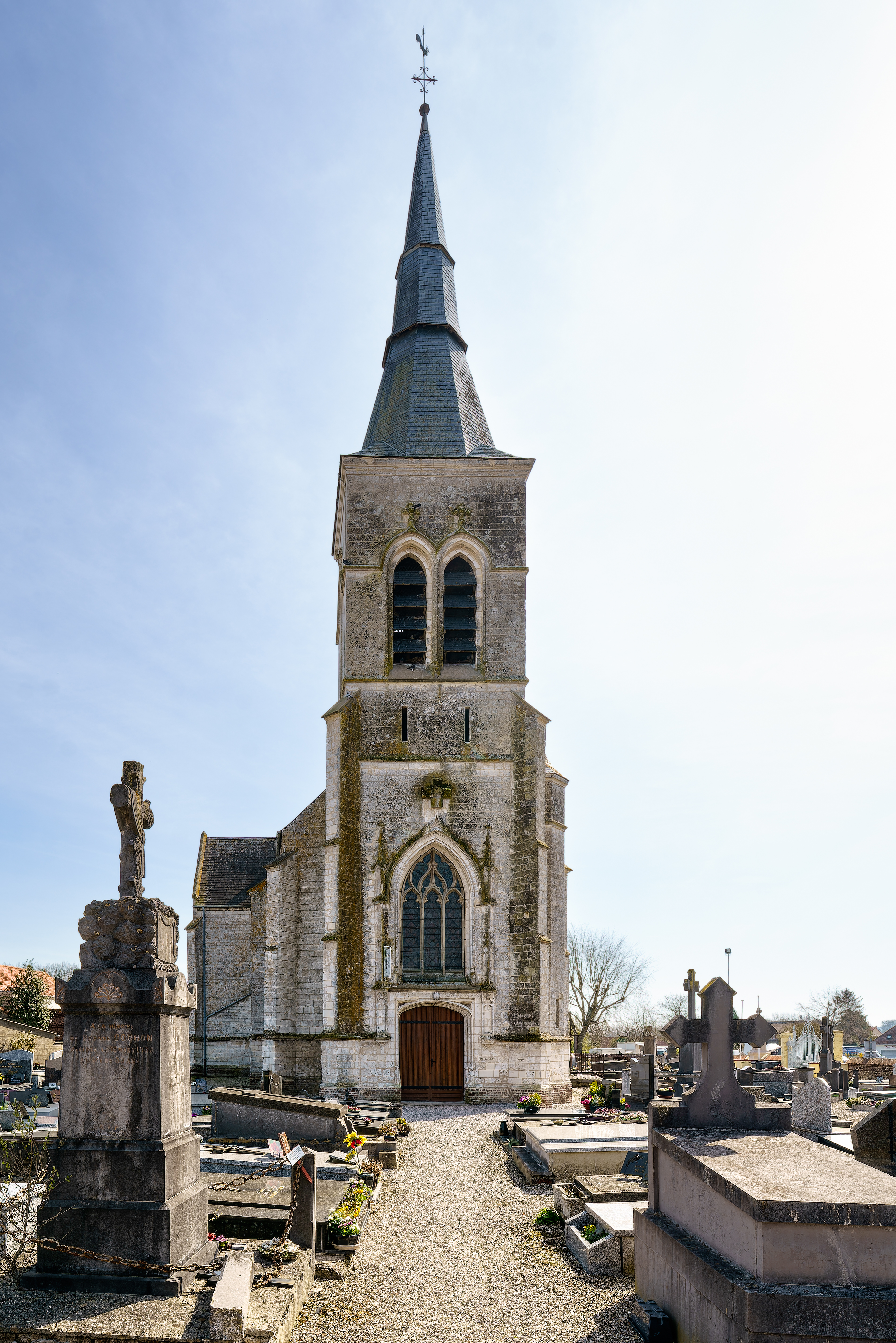
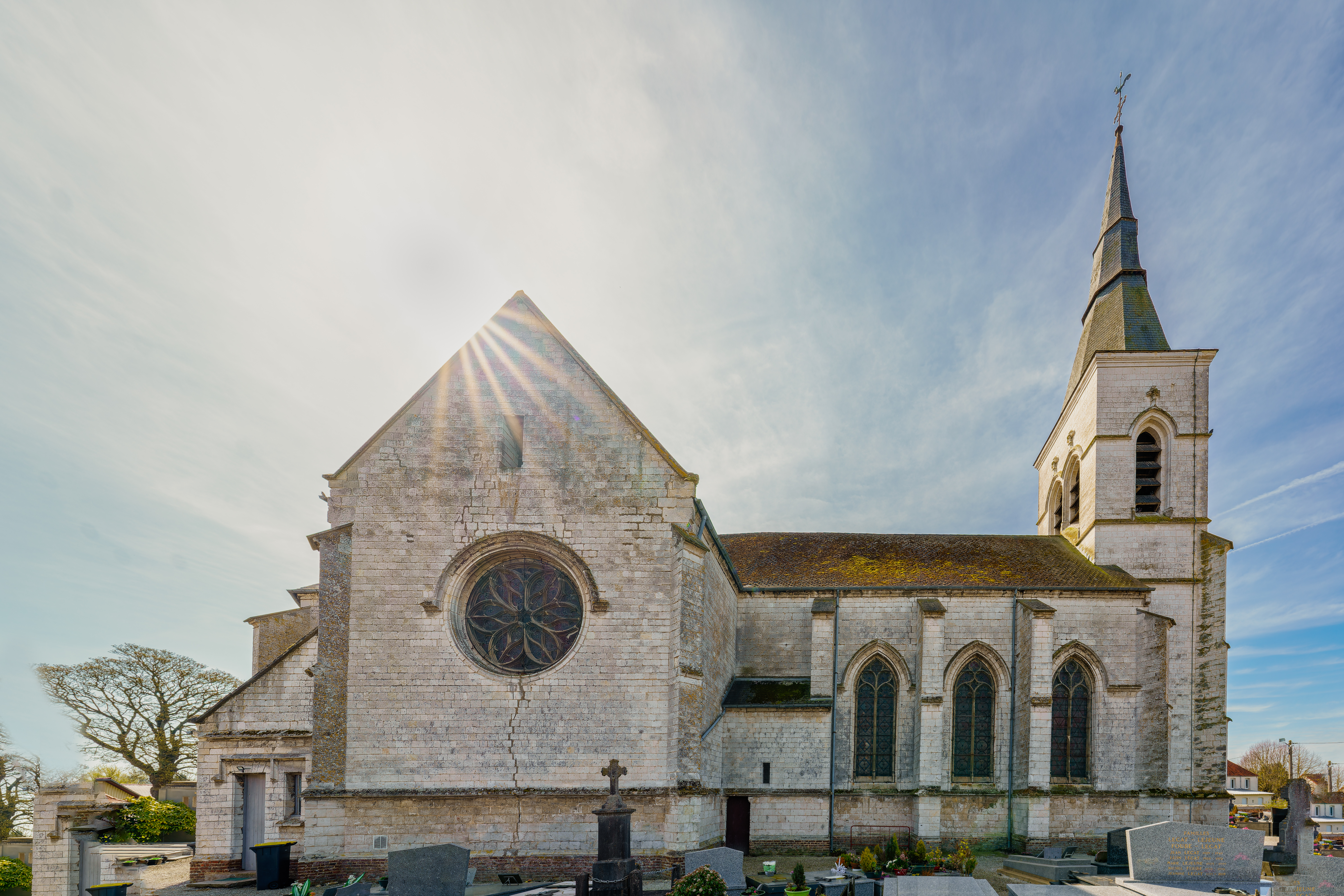
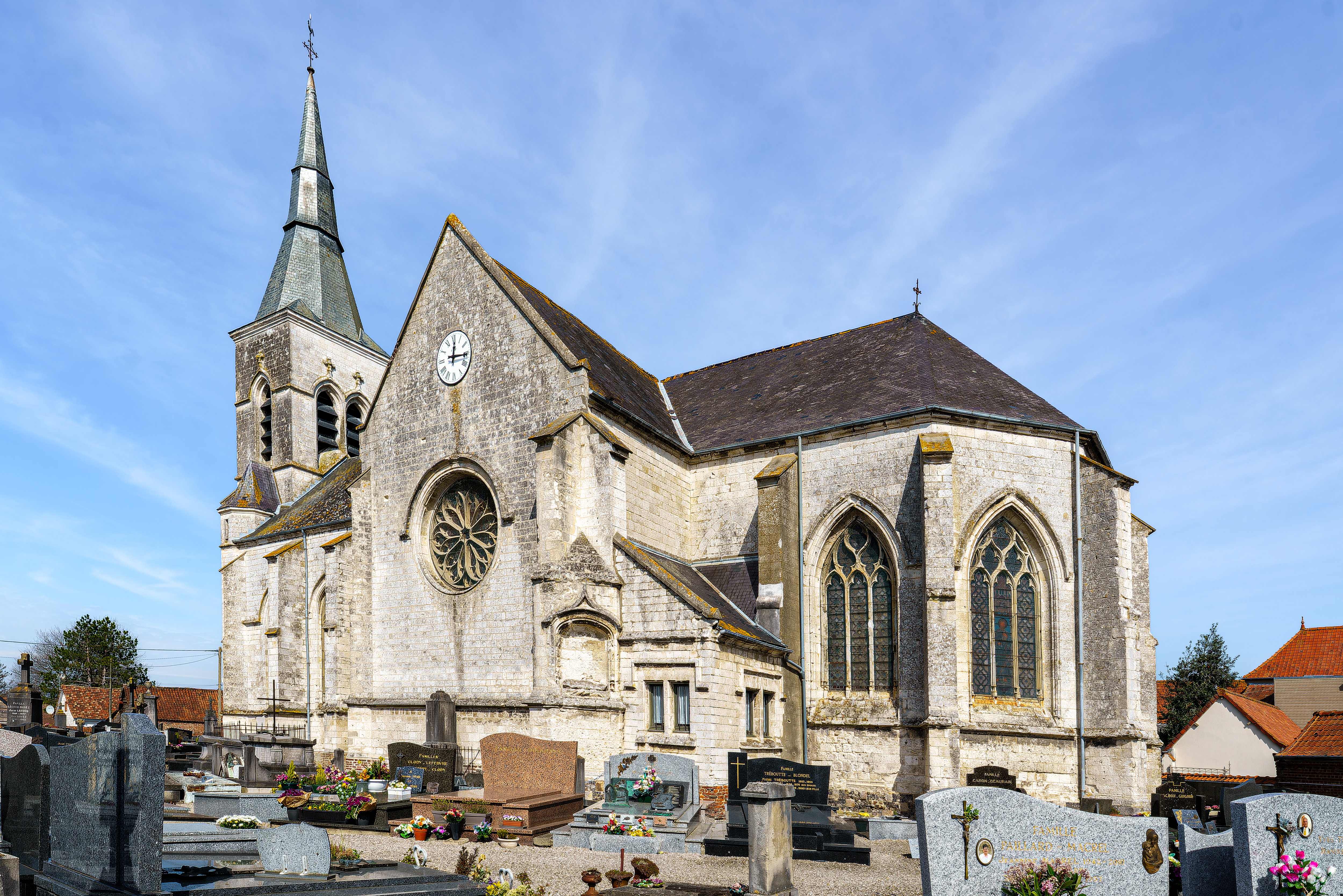

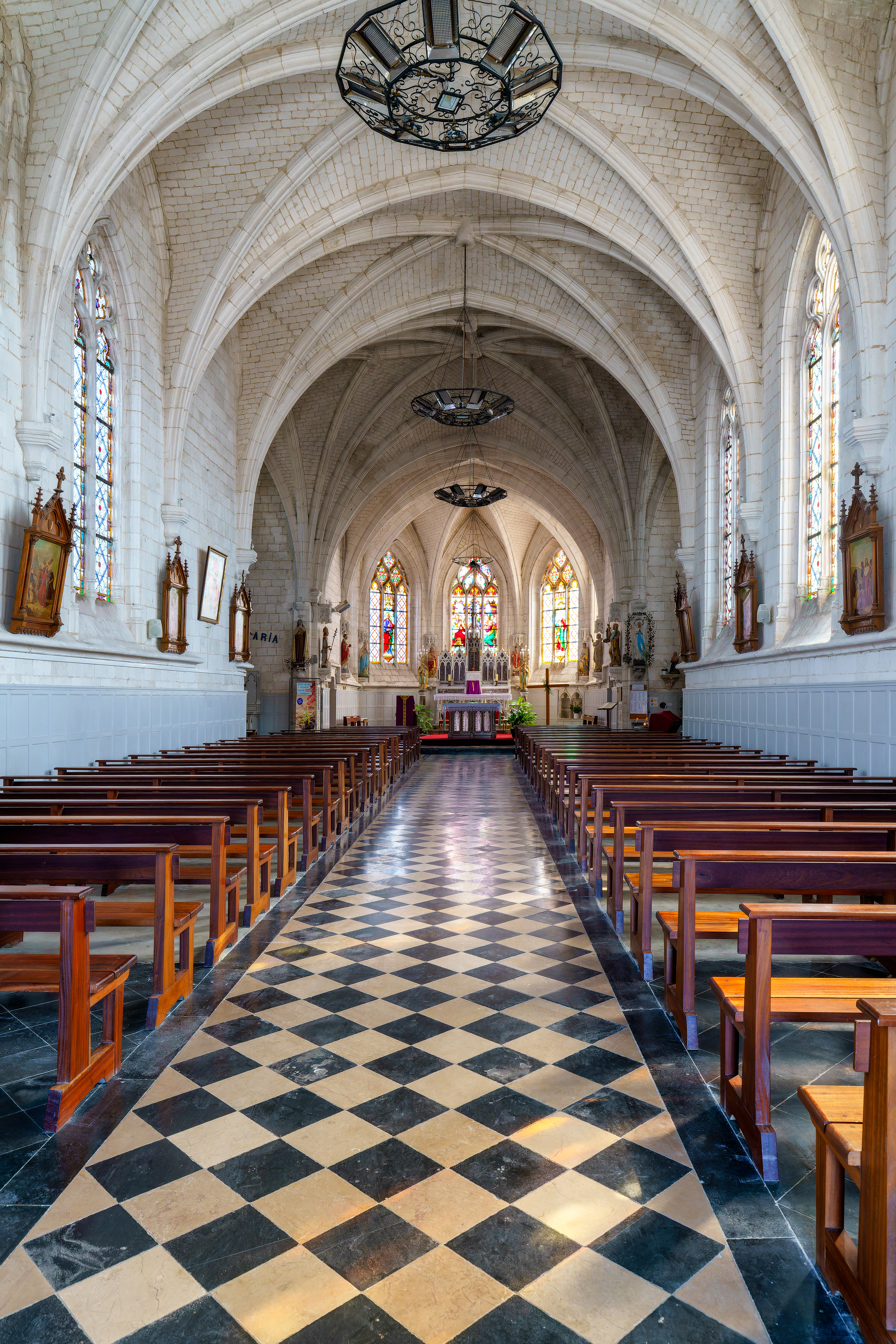
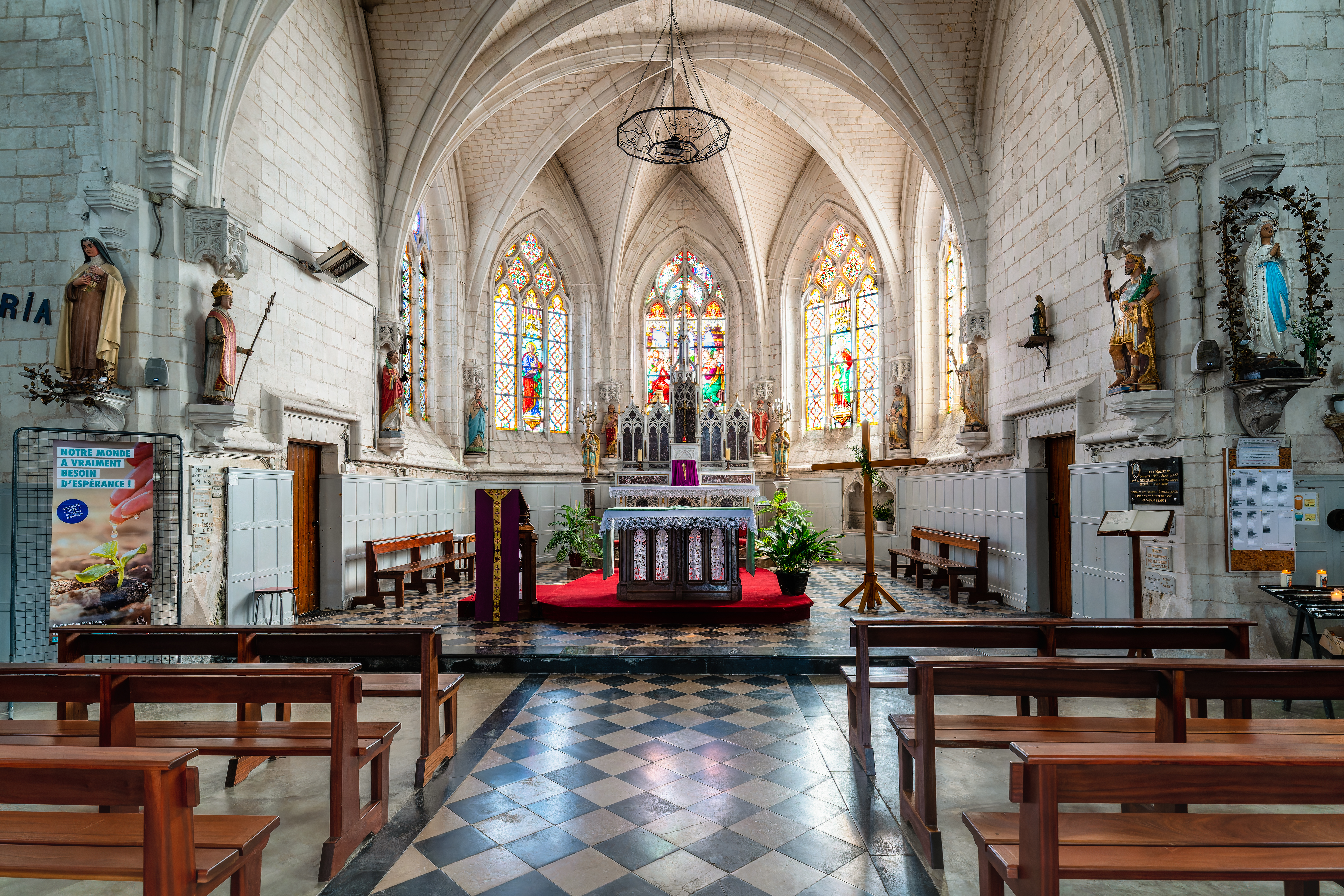

- Le moulin de la Bleuance sur la Créquoise.

- La gare de Beaurainville.

- Le monument aux morts[65].
- Le théâtre Saint-Martin.

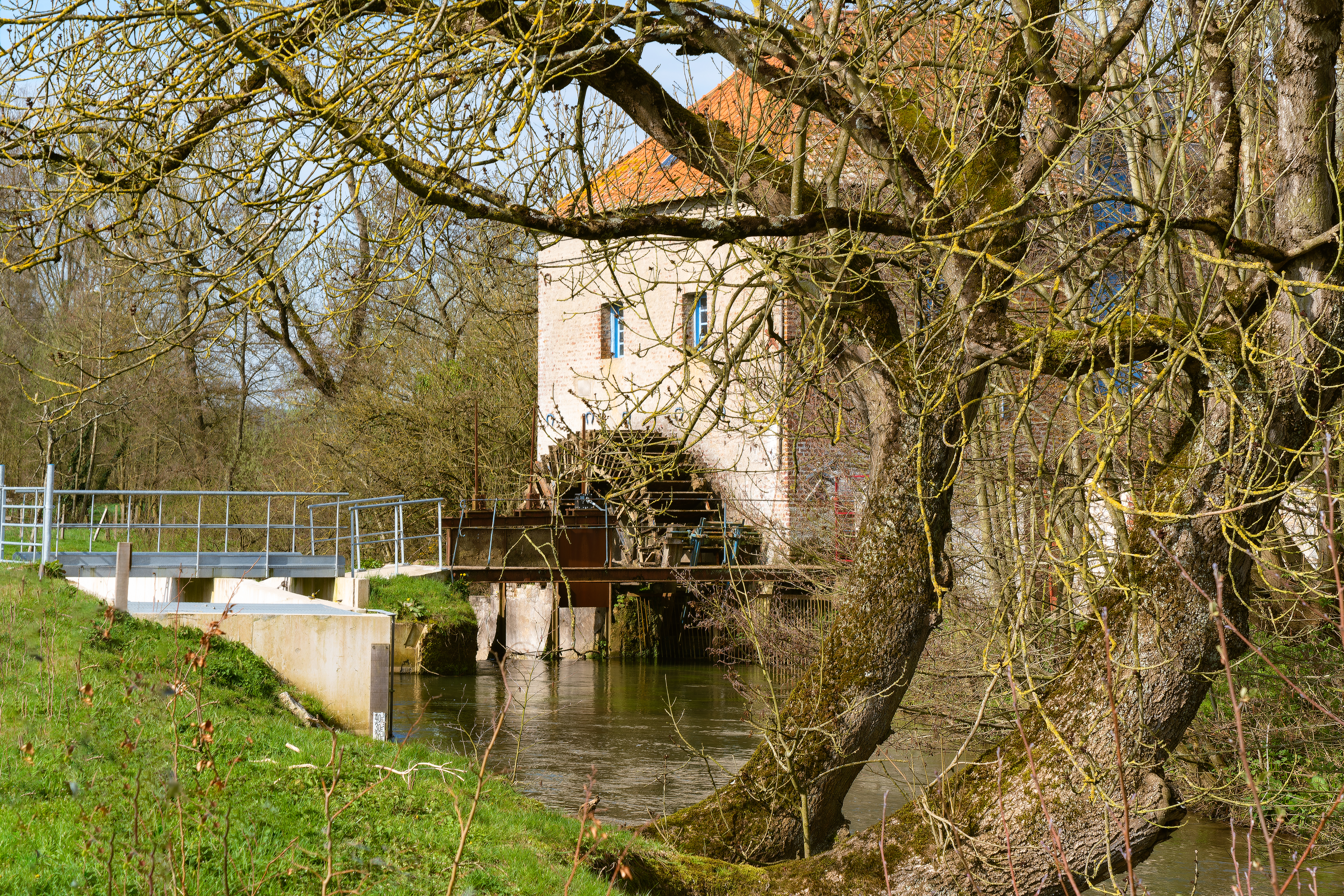

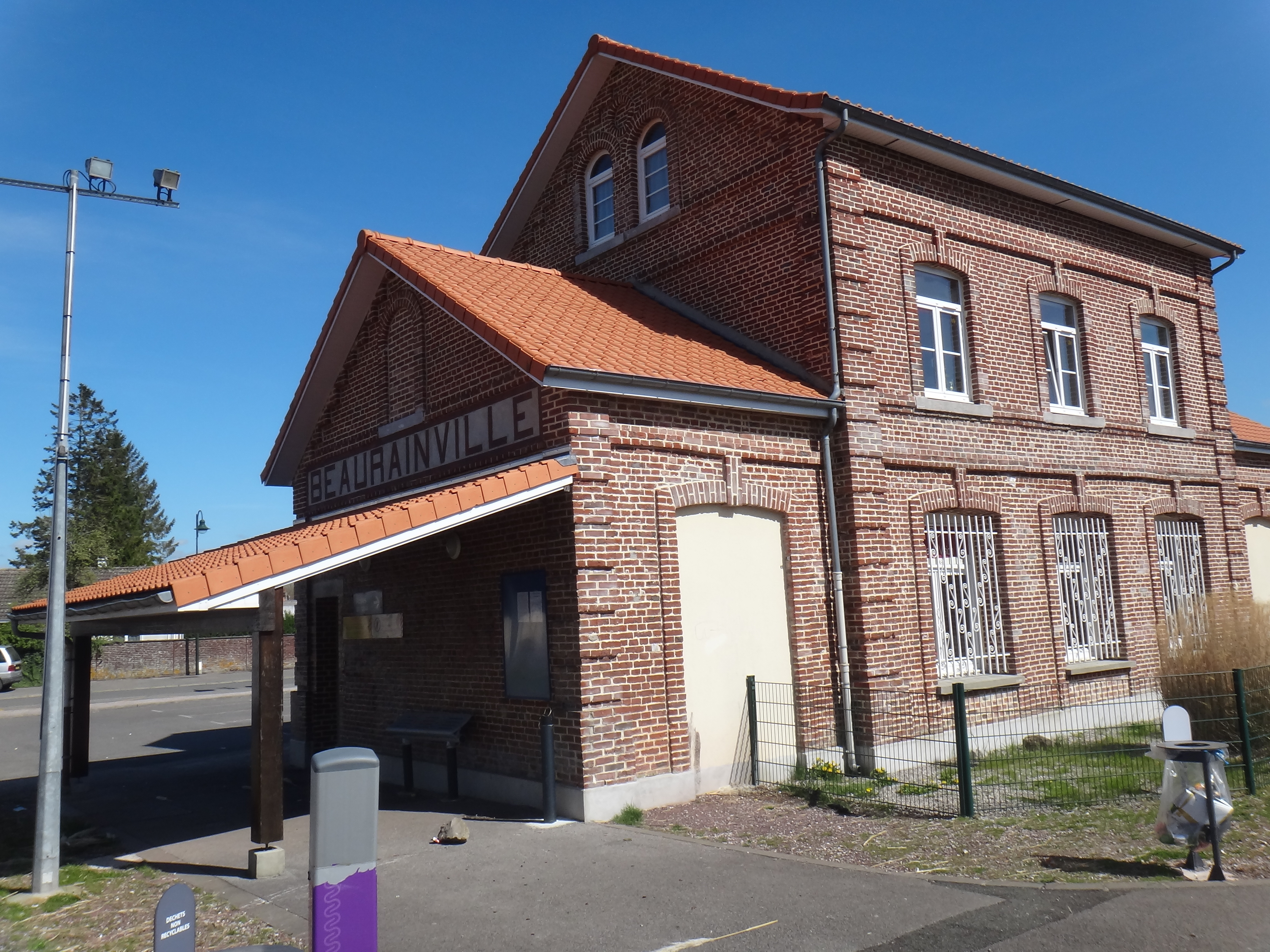

- La stèle à la mémoire des victimes des combats du 21 mai 1940[66].
- La motte féodale.

### Héraldique
| Blason de Beaurainville | Blason  | Écartelé : aux 1er et 4e d'argent à trois fasces de gueules, aux 2e et 3e d'argent à trois doloires de gueules, les deux du chef adossées; sur le tout, écartelé au 1er d'or à la bande de gueules chargée de trois alérions d'argent, au 2e d'azur à trois fleurs de lis d'or et à la bordure de gueules chargée de huit besants d'or, aux 3e et 4e d'argent à deux fasces d'or. |
| Blason de Beaurainville | Détails | Le statut officiel du blason reste à déterminer. |

## Pour approfondir